# Almenar
Almenar è un comune spagnolo di 3 464 abitanti situato nella comunità autonoma della Catalogna.